# Dobay (M.) György
Dobay (M.) György (kisdobai és nagydobai) (18. század – 19. század) író, költő
Algyógyon élt, nyomtatásban a következő munkái jelentek meg:
- László és Lajos, avagy a két ellenséges házok atyafiságba jövése. Pest, 1813.
- Élesdinek szerencsés eltévelyedése. Pest, 1813.
- A két nagylelkű férfiak jegyese. Pest, 1814.
- A szeretet érzései. Pest, 1814. (Költemény.)

A Hebe című zsebkönyvben (1826.) is jelent meg egy meséje: A rózsa-bokor és a leányka. Nejének Barcsai Katalinnak temetésekor zágoni Bodola Károly által Szászvároson 1834. jan. 28. mondott beszédnek (A jó és derék asszonynak némely megkülönböztető és szükséges tulajdonai… Nagy-Enyed, 1834.) végén 25 distichonos magyar búcsúverse van. Az 1813-ban kiadott László és Lajos című munkája előszavában (Algyógy, 1810.) említi Bakonyi történetek, vagyis a szerencsétlenségből származott szerencse című művének nem sokkal előbb megjelent kiadását.